# Afroligusticum petitianum
Afroligusticum petitianum är en växtart i släktet Afroligusticum och familjen flockblommiga växter. Den beskrevs av Achille Richard som Peucedanum petitianum och fick sitt nu gällande namn av Pieter J. D. Winter 2008.
Arten är en perenn ört som växer i Etiopien.